# Pezicula aesculea
Pezicula aesculea är en svampart som tillhör divisionen sporsäcksvampar, och som beskrevs av Wilhelm Kirschstein. Pezicula aesculea ingår i släktet Pezicula, och familjen Dermateaceae. Arten är reproducerande i Sverige.